# 巣山古墳
巣山古墳（すやまこふん）は、奈良県北葛城郡広陵町三吉にある古墳。形状は前方後円墳。馬見古墳群（中央群）を構成する古墳の1つ。国の特別史跡に指定されている。

## 概要
本古墳は中央群中でも大きく中心的な存在である。北向きの前方後円墳であるが、中心軸は少し北東に向いている。墳丘の周囲は幅広い周濠が巡らされており、全面水をたたえた濠となり、その水濠の中に浮かぶ中島のように横たわっている。
墳丘は封土を三段に築成しており、上に行くほど急斜面になっている。その斜面に安山岩系の礫石や割石が葺かれている。前方部と後円部の両方のくびれ部に方形の造り出しが付設されている。後円部は盗掘されている。
1927年（昭和2年）に周濠より内側が史跡に指定され、1952年（昭和27年）に特別史跡に指定されている。

## 構造

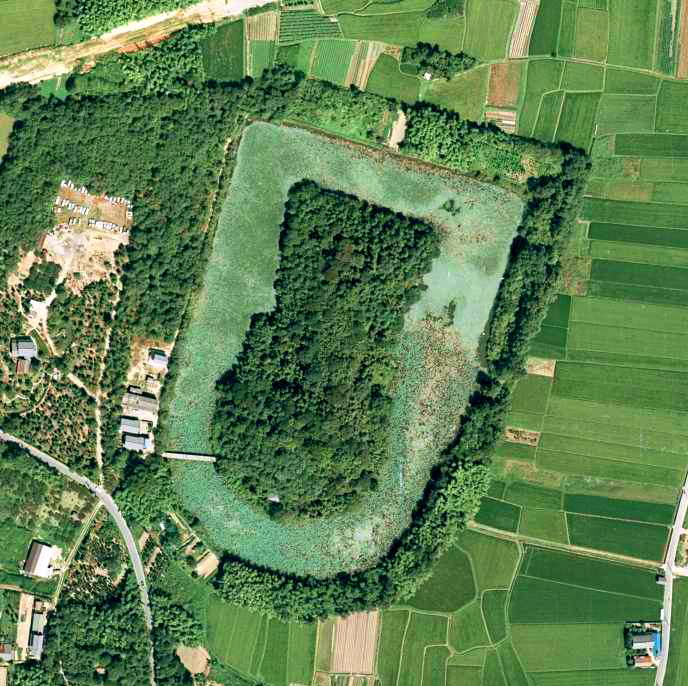
巣山古墳の空中写真。
ステレオ写真はこちら

全長204メートル、後円部径110メートル、高さ25メートル、前方部幅94メートル、高さ21メートル。後円部の頂上は径45メートルの平坦な地形になっている。
周濠は楯形で、幅は後円部側で33メートル、前方部側で37メートル、くびれ部造り出し周辺で57メートルである。周濠の外堤は最大幅が27メートル、南の一部、東側、北側の一部に築堤を行い、特に東面と北東周辺が高く、幅広い築堤となっている。

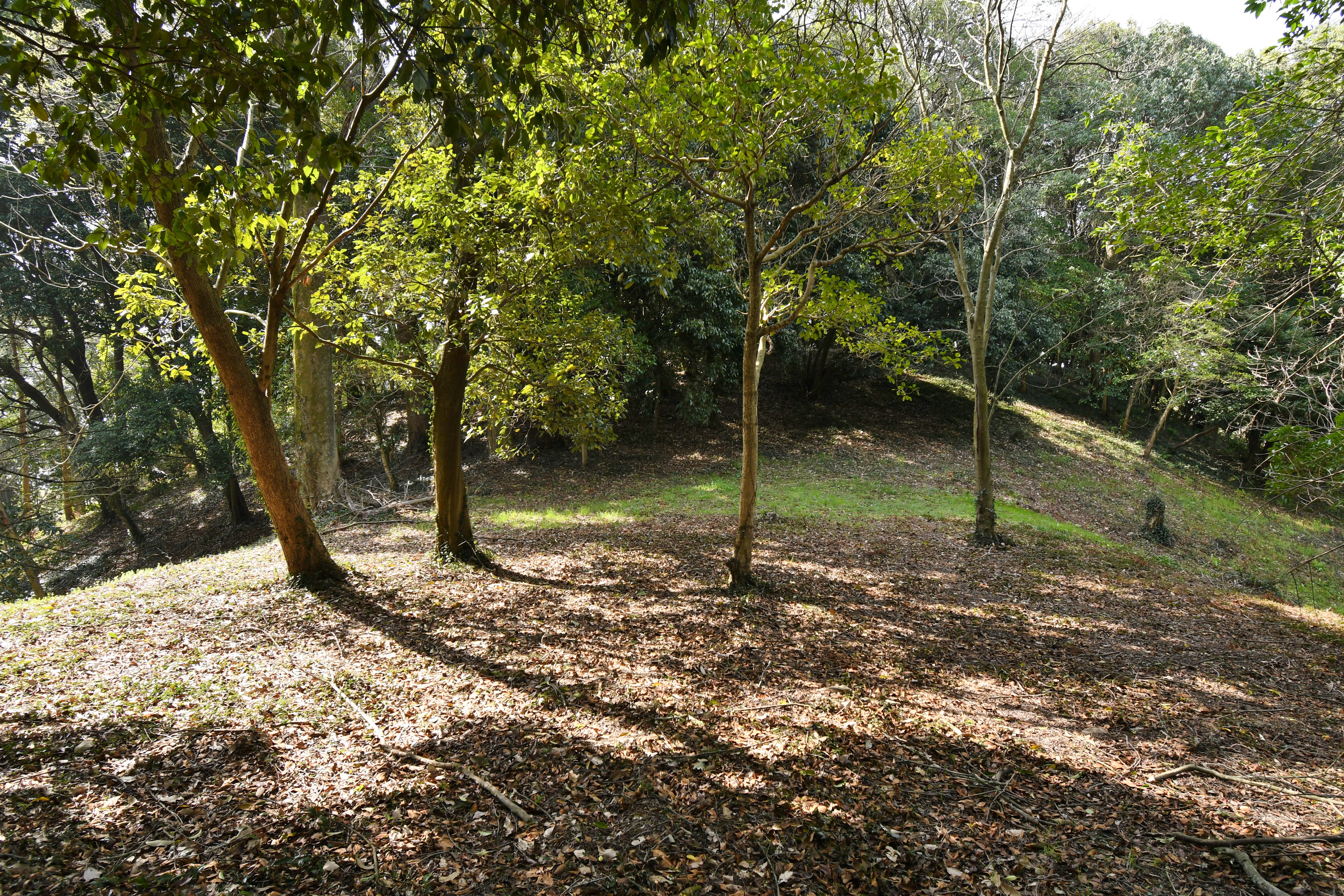
前方部から後円部を望む
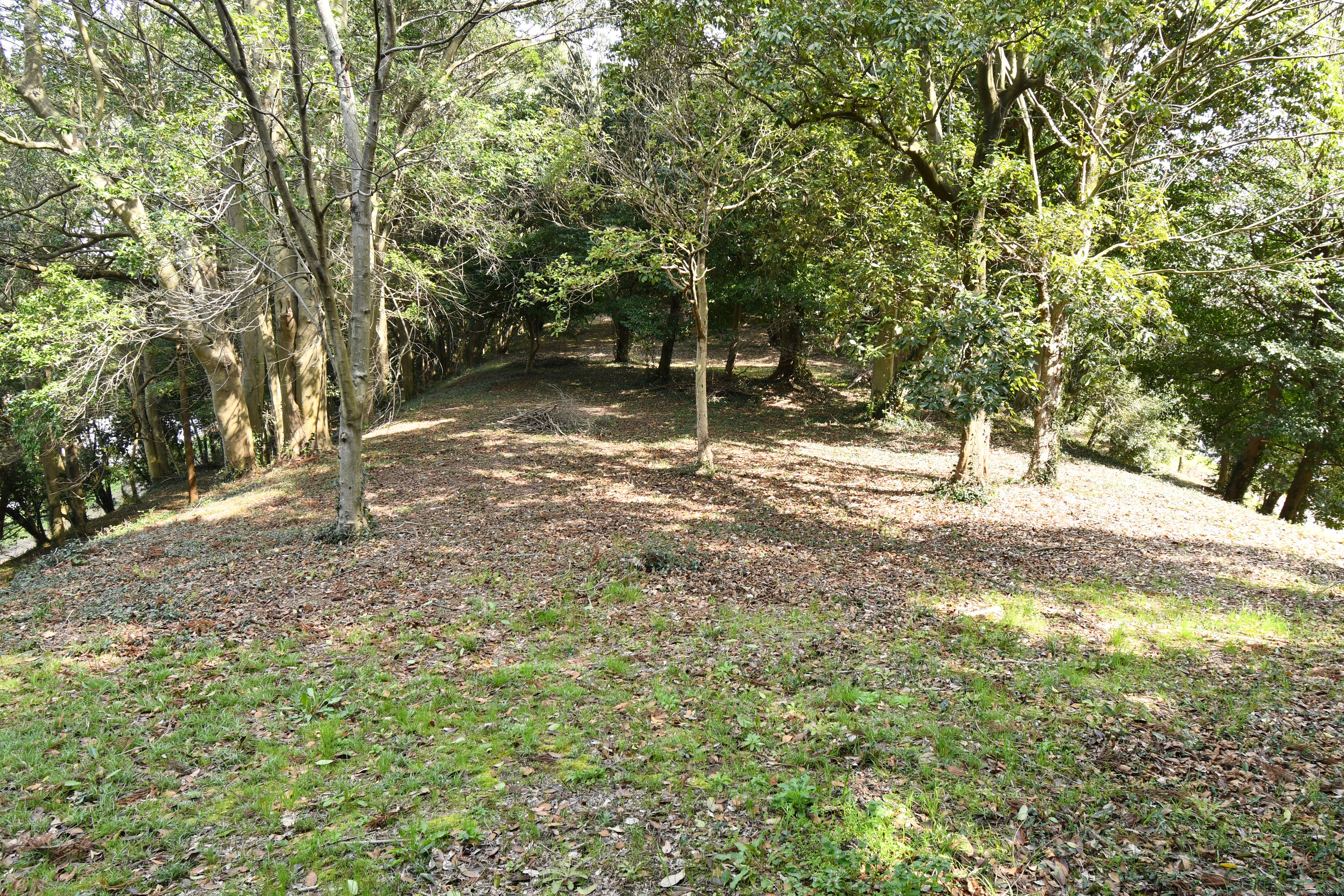
後円部から前方部を望む

## 埋葬施設

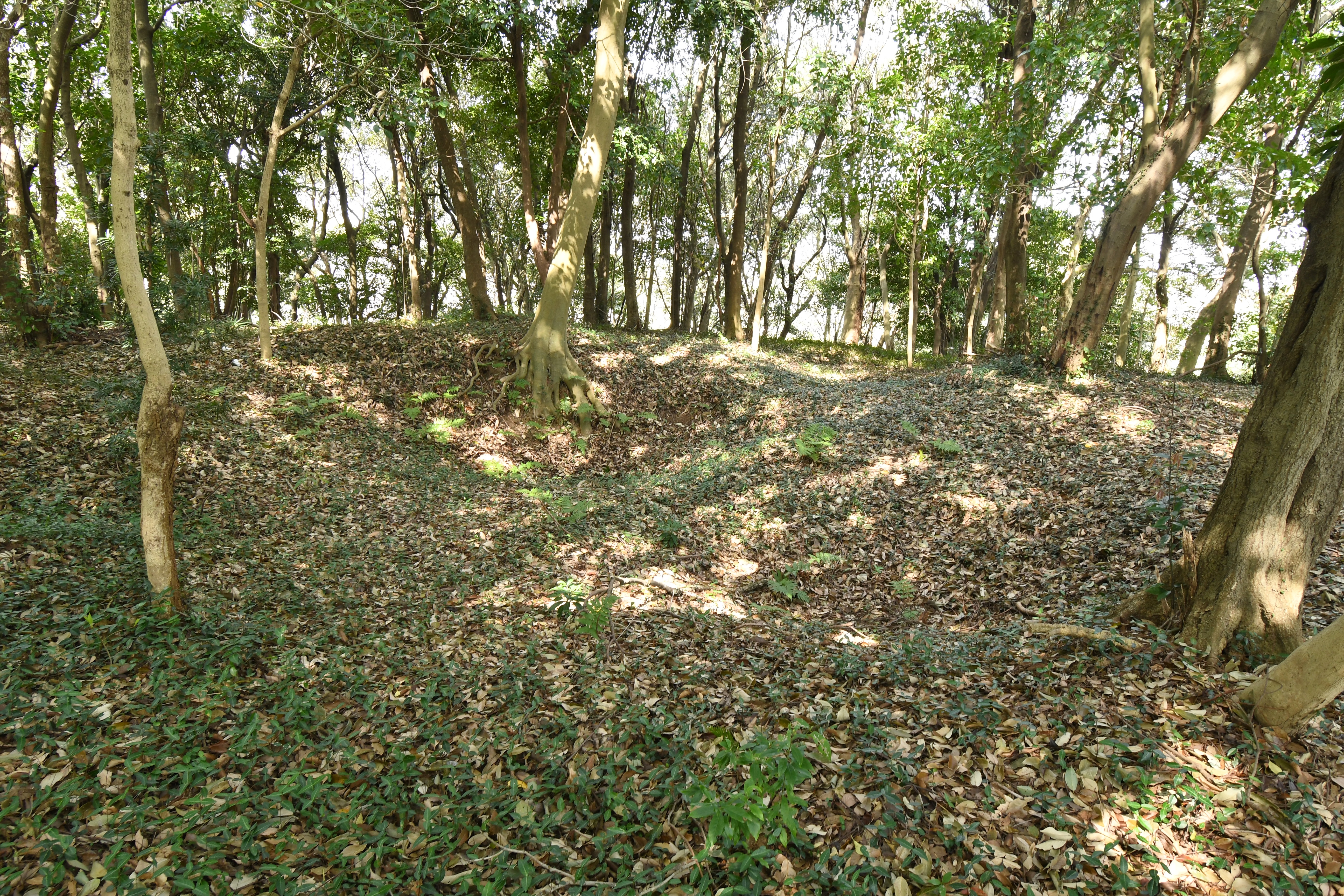
後円部墳頂の盗掘坑

後円部の頂上部が明治年間に盗掘を受け多くの遺物が出土しており、後円部主軸に並行して二基の竪穴式石室が掘られていた（1923年（大正12年）の上田三平の報告）が、詳細は不明である。前方部の先端にも方形の壇状の施設があって、内部に小型の割石を積み上げた竪穴式石室のような埋葬施設があったとみられている。造り出しからは滑石製刀子（かっせきせいとうす）、籠形土器が出土しており、祭祀関係施設であったと考えられている。

## 出土品

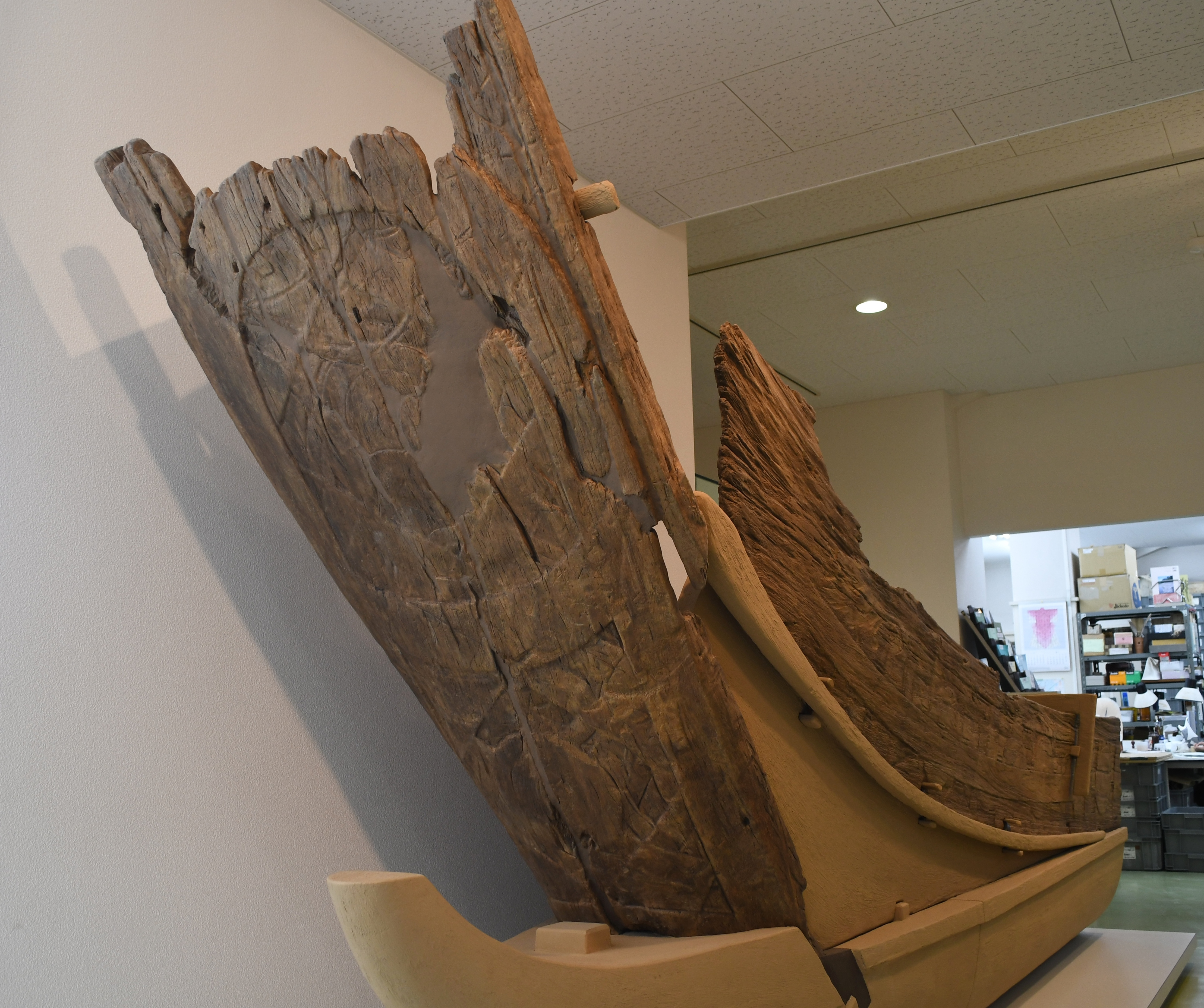
喪船 広陵町文化財保存センター展示。
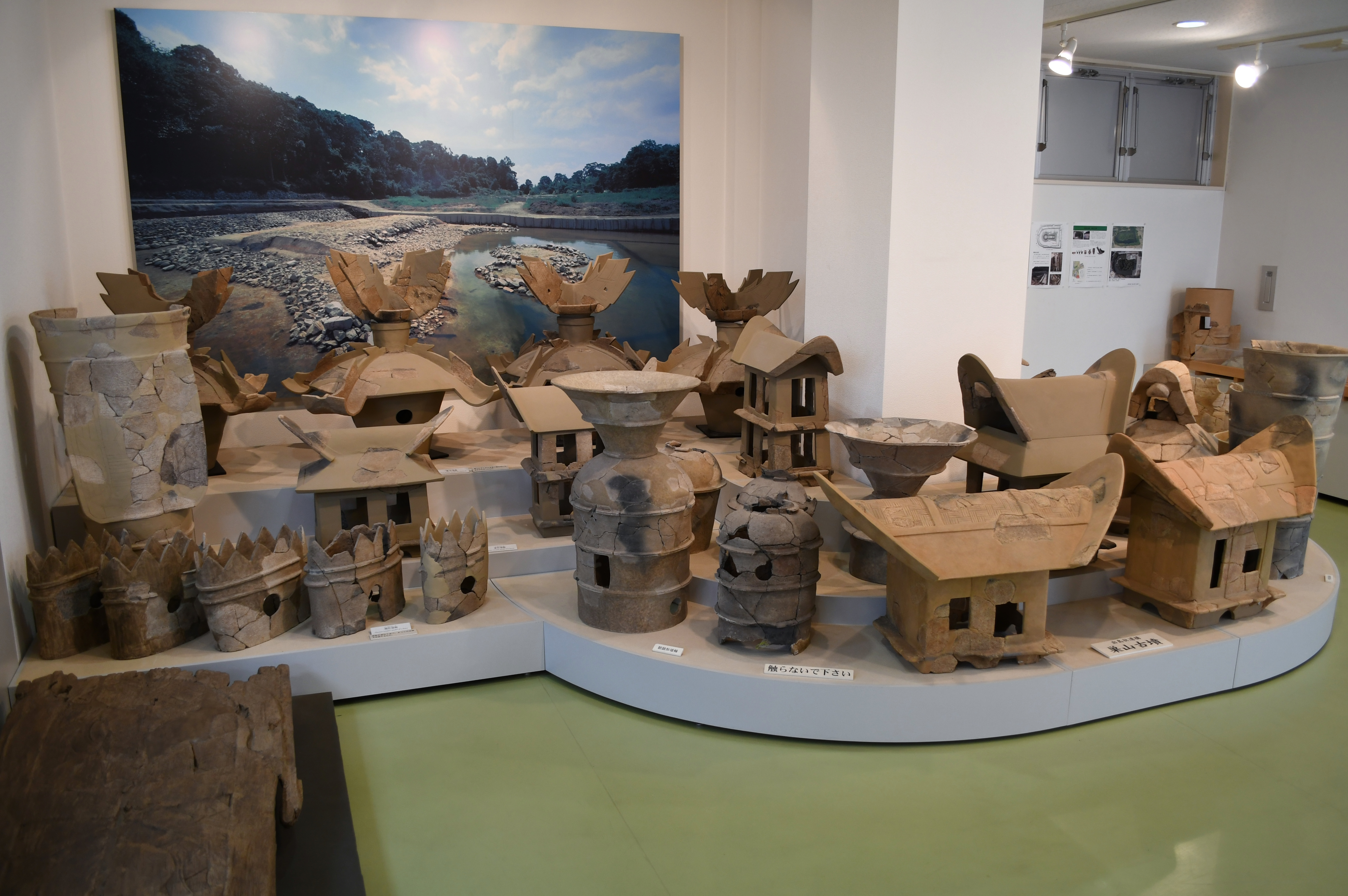
出土埴輪群 広陵町文化財保存センター展示。
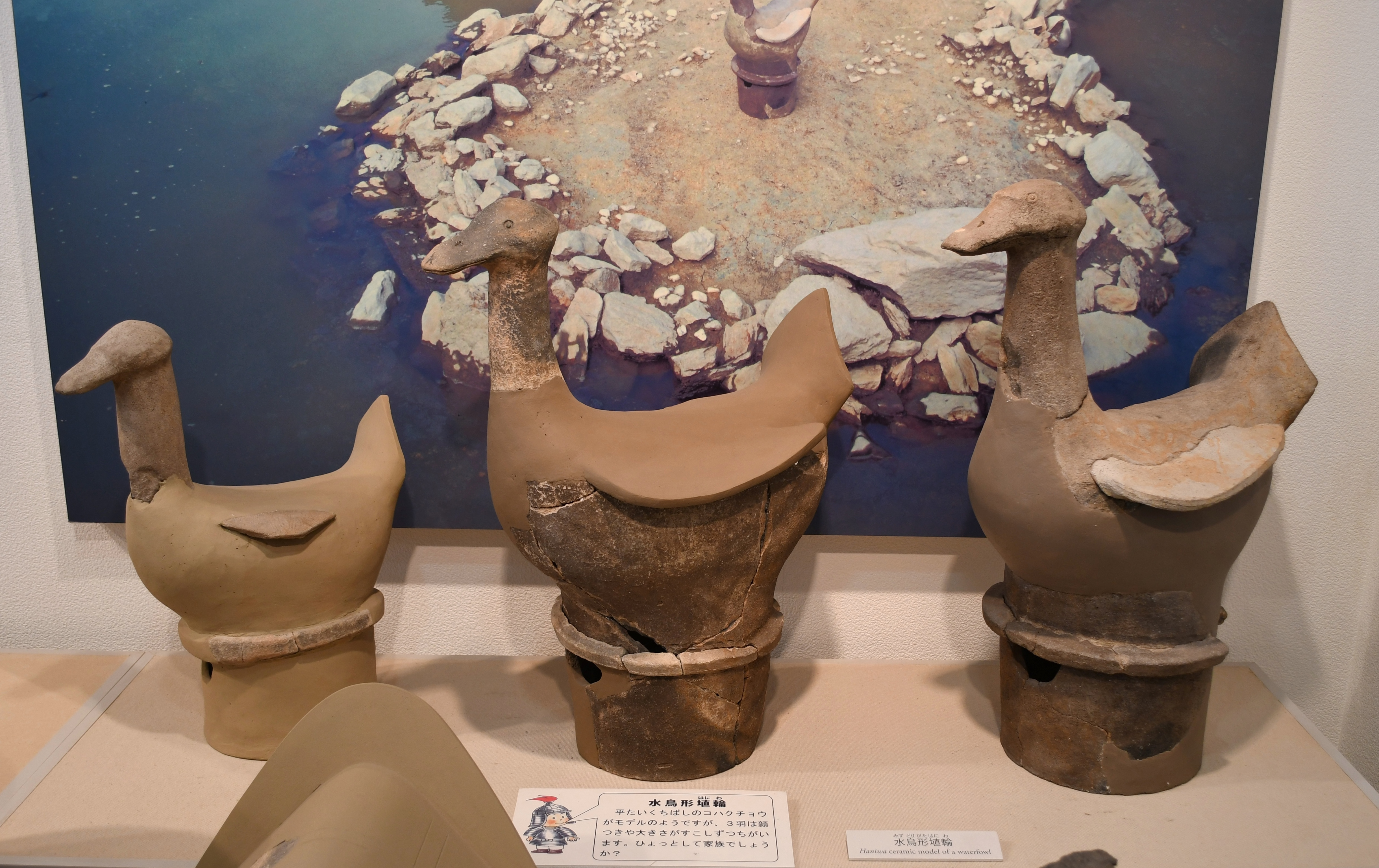
水鳥形埴輪 広陵町文化財保存センター展示。
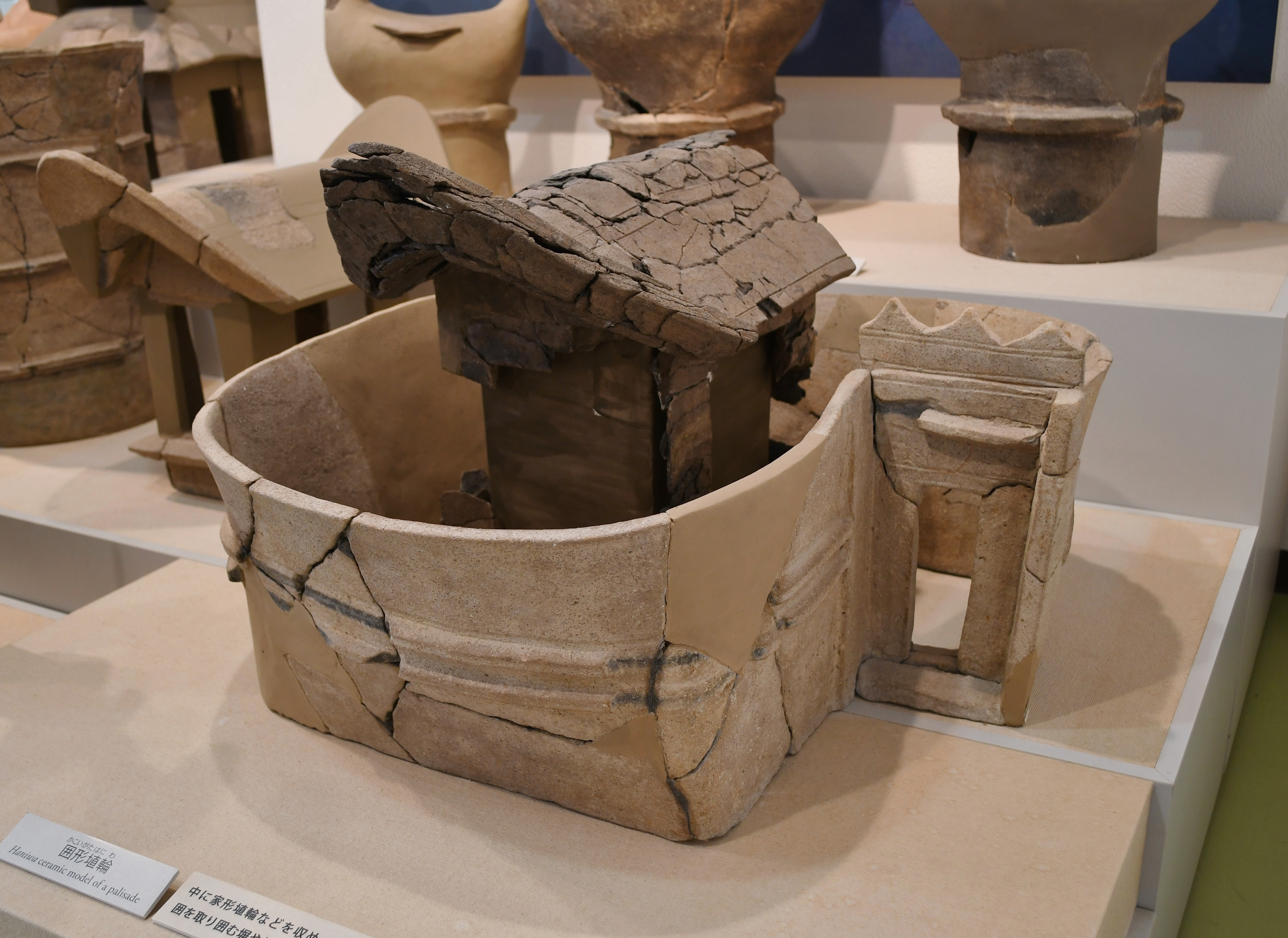
囲形埴輪 広陵町文化財保存センター展示。
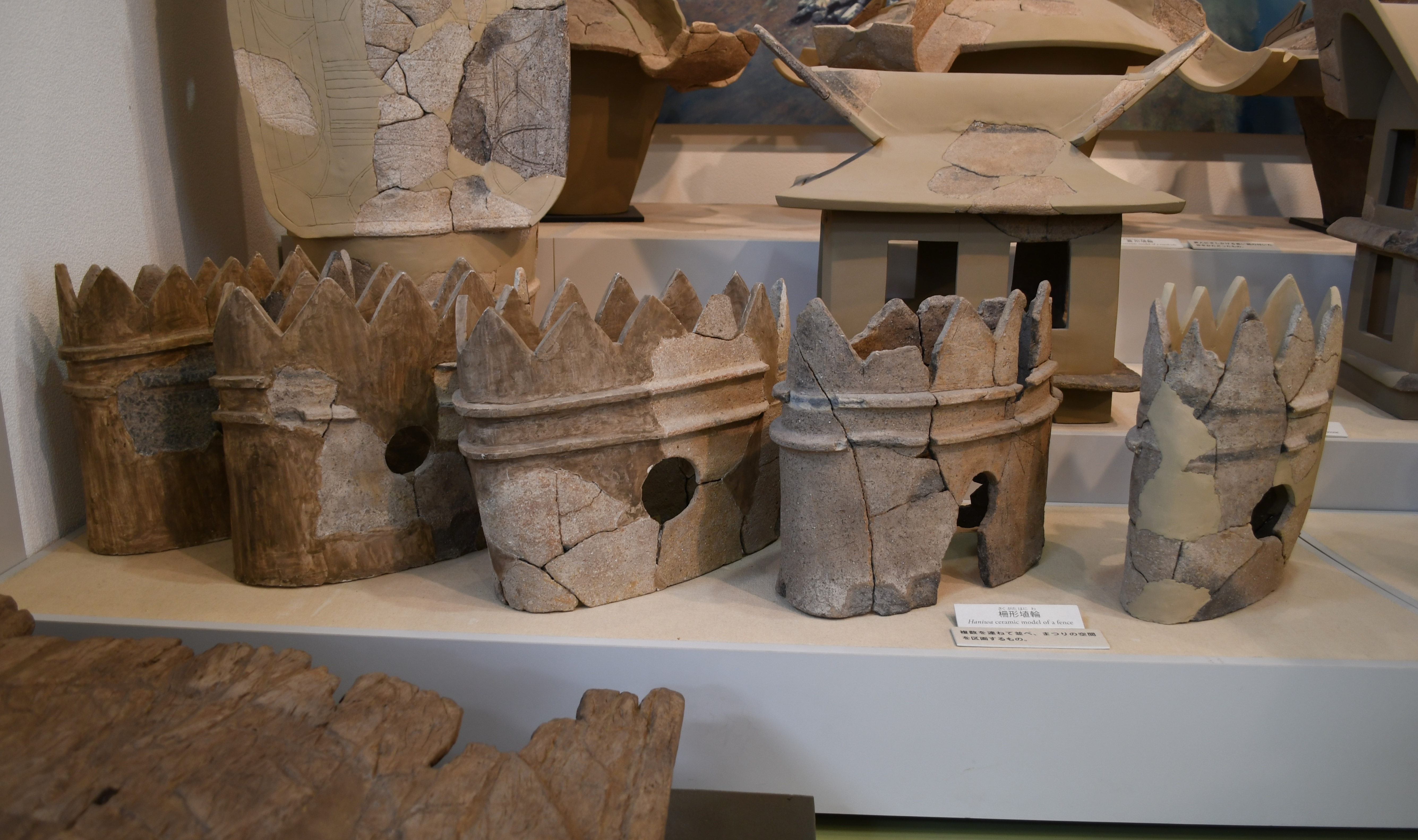
柵形埴輪 広陵町文化財保存センター展示。

## 文化財

### 国の特別史跡
- 巣山古墳
1927年（昭和2年）4月8日、国の史跡に指定。
1952年（昭和27年）3月29日、国の特別史跡に指定。
1989年（平成元年）1月9日、史跡範囲の追加指定。